# Gurabo, Puerto Rico
Gurabo är en stad och kommun i östra Puerto Rico grundad år 1815. Kommunen hade 45 369 invånare vid en folkräkning år 2010.